# Nikołaj Biriukow
Nikołaj Iwanowicz Biriukow (ros. Никола́й Ива́нович Бирюко́в, ur. 23 listopada?/6 grudnia 1901 we wsi Kniżaja Bajgora w guberni tambowskiej, zm. 30 czerwca 1980 w Moskwie) – radziecki generał-lejtnant, Bohater Związku Radzieckiego (1945).

## Życiorys
Miał wykształcenie niepełne średnie, pracował w wydawnictwie w Leningradzie, w marcu 1920 wstąpił do Armii Czerwonej. Podczas wojny domowej w Rosji żołnierz 32. zapasowego i 20. pułku piechoty w Moskiewskim Okręgu Wojskowym, w grudniu 1920 skierowany na kurs wojskowy w Orle (do 1922), brał udział w stłumieniu powstania Antonowa w 1921. Po ukończeniu kursu był m.in. dowódcą plutonu, adiutantem batalionu, pomocnikiem dowódcy kompanii, dowódcą kompanii i dowódcą 56. pułku strzelców w składzie 19 Dywizji Strzelców Moskiewskiego Okręgu Wojskowego. Od października 1925 do października 1926 i od sierpnia 1927 do listopada 1930 dowódca kompanii i batalionu w 165. pułku strzelców w składzie 55. Dywizji Strzelców w Kursku, w 1927 ukończył kursy kadry dowódczej przy Moskiewskiej Szkole Piechoty, a 1931 kursy „Wystrieł” im. Kominternu.
Od 1925 w partii komunistycznej, od czerwca 1931 pomocnik szefa sektora, później wydziału Głównego Zarządu ds. Kadry Dowódczej Armii Czerwonej, od lutego 1935 dowódca 219. pułku strzelców w 73 Dywizji Strzeleckiej Syberyjskiego Okręgu Wojskowego w Sławgorodzie. Uczestnik wojny domowej w Hiszpanii, w lutym 1939 jako pułkownik został dowódcą 186 Dywizji Strzeleckiej Uralskiego Okręgu Wojskowego w Ufie, 4 listopada 1939 otrzymał stopień kombryga, a 4 czerwca 1940 generała majora; po ataku Niemiec na ZSRR 22 czerwca 1941 dowodzona przez niego dywizja została skierowana na front i włączona do 22 Armii Frontu Zachodniego. Na czele dywizji brał udział w walkach z Guderianem na Białorusi i w bitwie pod Smoleńskiem, 12 września 1941 został ranny i przez 2 miesiące przebywał w szpitalu.
Od grudnia 1941 ponownie służył w Uralskim Okręgu Wojskowym, gdzie sformowano 214 Dywizję Strzelecką w Ufie, w lipcu 1942 wrócił na front, brał udział w walkach nad Donem i w bitwie pod Stalingradem w składzie 64 Armii, 4 Armii Pancernej i 65 Armii Frontu Stalingradzkiego i Frontu Dońskiego. Od 23 czerwca 1943 do końca wojny dowódca 20 Gwardyjskiego Korpusu Strzeleckiego w składzie 4 Gwardyjskiej Armii na Froncie Stepowym, Woroneskim i 2 Ukraińskim, uczestnik operacji biełgorodzko-charkowskiej, połtawsko-krzemieńczuckiej, niżniednieprowskiej, kirowogradzkiej, korsuń-szewczenkowskiej, humańsko-batoszańskiej, jasko-kiszyniowskiej i debreczyńskiej. Brał udział w forsowaniu Dunaju i rozbiciu wojsk niemieckich i węgierskich nad jeziorem Balaton. Szczególnie wyróżnił się podczas oblężenia Budapesztu. 19 kwietnia 1945 mianowany generałem porucznikiem, do marca 1946 dowodził korpusem, który wszedł w skład Centralnej Grupy Wojsk. W 1947 ukończył Wyższe Kursy Akademickie przy Wojskowej Akademii im. Woroszyłowa, następnie służył w Głównym Zarządzie Kadr Sił Zbrojnych ZSRR, początkowo jako szef inspekcji tego zarządu, a od października 1947 do maja 1953 szef Zarządu Kadr Ogólnowojskowych Głównego Zarządu Kadr Sił Zbrojnych ZSRR, następnie zakończył służbę w Armii Radzieckiej. Honorowy obywatel Ochtyrki.

## Odznaczenia
- Złota Gwiazda Bohatera Związku Radzieckiego (28 kwietnia 1945)
- Order Lenina (dwukrotnie - 21 lutego 1945 i 28 kwietnia 1945)
- Order Czerwonego Sztandaru (czterokrotnie - 2 marca 1938, 14 lutego 1943, 3 listopada 1944 i 19 listopada 1951)
- Order Suworowa II klasy (dwukrotnie - 13 września 1944 i 29 czerwca 1945)
- Order Kutuzowa II klasy (10 stycznia 1944)
- Order „Znak Honoru” (22 lutego 1938)
- Legia Zasługi (Stany Zjednoczone)

I medale.